# Сибил Шеперд
Сибил Шеперд (енгл. Cybill Shepherd; Мемфис, 18. фебруар 1950) америчка је глумица и модел.
На филму је дебитовала 1971. улогом у Последњој биоскопској представи Питера Богдановича, а запажен наступ имала је и 1976. у филму Таксиста. Главнину улога имала је на телевизији. Најпознатија јој је улога Медлин Меди Хејс у серији из 1980-их Случајни партнери (Moonlighting), у којој јој је партнер био Брус Вилис. Сибил Шеперд је за ту улогу награђивана Златним глобусом две године узастопно.
Кратко се забављала са певачем Елвисом Преслијем током 1973. године, а такође је била у вези са режисером Питером Богдановичем.
Два пута се удавала и има троје деце.